# General (snus)

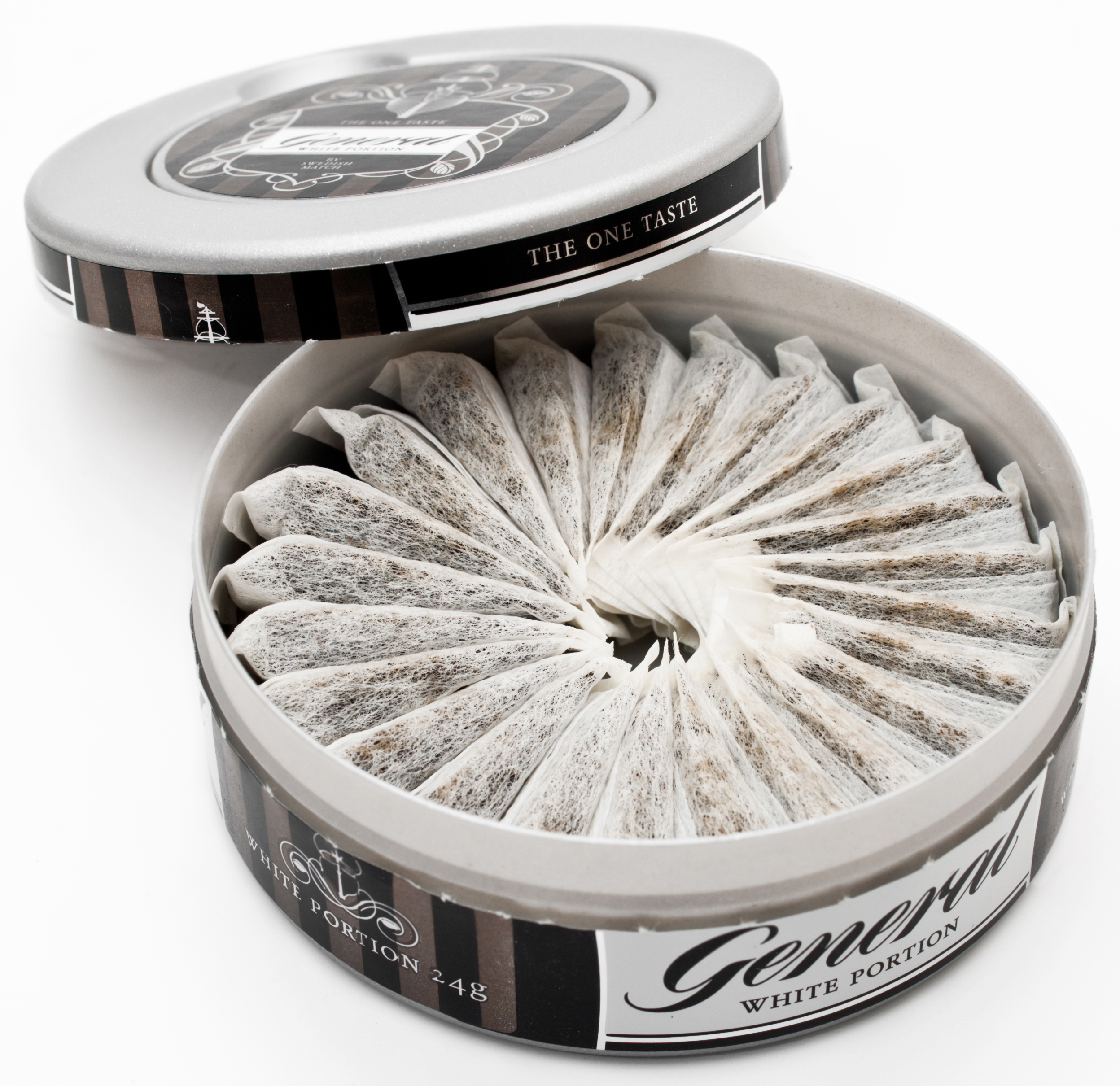
General White Portion

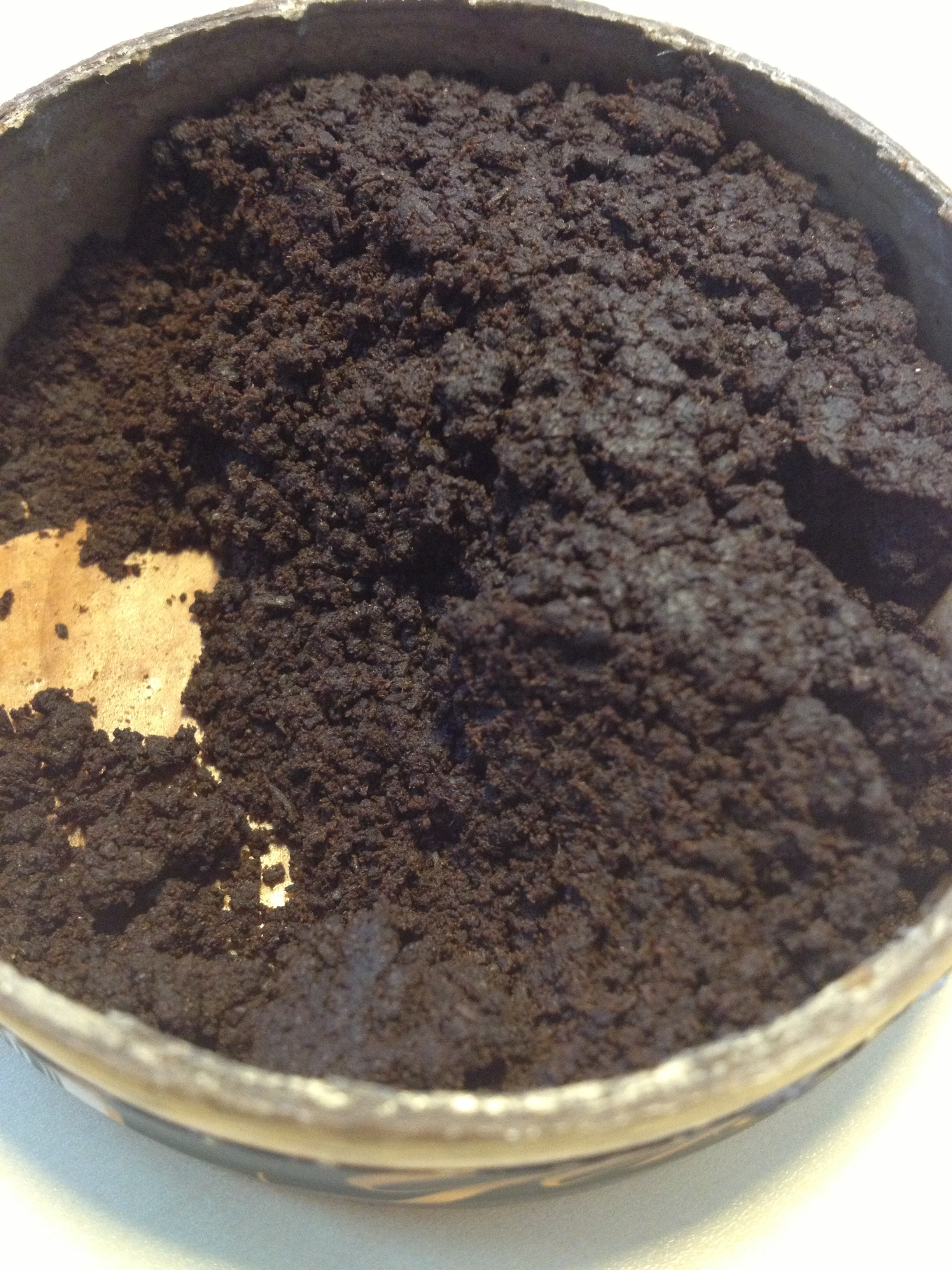

General, eller Generalsnus (före 1999), är ett snusmärke som framställs av Swedish Match.
Snuset saluförs både som lössnus och portionssnus.
När skattehöjningen 2012 infördes sänktes flera av generalportionernas vikt från 1,0 gram till 0,9 men nikotinhalten förblev densamma. Vikten förändrades dock inte på snus som säljs utanför Sverige.

## Ursprung
Receptet till General utvecklades först av företaget Körner & Boman (sedermera J. A. Boman & Co), men år 1915 tog det statliga AB Svenska Tobaksmonopolet över receptet. Snuset innehåller bland annat tobak, salt och aromämnen, däribland bergamottolja.
Namnet General har inget med den militära tjänstegraden general att göra utan general i detta fall betyder "allmän" eller "generell". Under 1800-talet var det vanligt att tobakshandlarna kallade sitt vanliga standardsnus för "generalsnus", dvs "allmänt snus".